# Barili
Barili – obszar municypalny na Filipinach na wyspie Cebu w prowincji Cebu nad rzeką Barili. Zajmuje powierzchnię 12 221 ha. W roku 2010 było zamieszkane przez 65 524 mieszkańców. Podzielone jest na 42 barangay, z tego 2 miejskie.

## Historia
Nie są znane początki istnienia miejscowości. W 1632 encomienda Barili została zgłoszona władzom. Przypuszczalnie istniała wcześniej, ale ten rok przyjmuje się za datę założenia miasta. Wiadomo, że parafię lokalną założono w 1614. Przyśpieszony rozwój terenów nastąpił po otwarciu dla żeglugi zagranicznej portów w Manili (1834) i Cebu City (1860). W okolicy intensywnie uprawiano ryż, trzcinę cukrową i tytoń. 
Od 1893 Barili było siedzibą wielu ważnych instytucji prowincjonalnych, (sub-capital). W czasie rządów amerykańskich na przełomie XIX i XX wieku kładziono nacisk na rozwój edukacji, wartości demokratycznych i higieny. W czasie II wojny światowej w okolicy działała partyzantka. Po zakończeniu wojny znaczna część ludności przeniosła się, z powodów ekonomicznych, do innych miejsc, najliczniej do Mindanao.